# جون إي. والاس جونيور
جون إي. والاس جونيور (بالإنجليزية: John E. Wallace, Jr.)‏ هو قاضي ومحامي أمريكي، ولد في 13 مارس 1942.

## وصلات خارجية
- جون إي. والاس جونيور على موقع إن إن دي بي (الإنجليزية)